# Miles Robbins
Miles Guthrie Tomalin Robbins (nacido el 4 de mayo de 1992) es un actor estadounidense

## Vida personal y educación
Miles Guthrie Tomalin Robbins nació el 4 de mayo de 1992 en la ciudad de Nueva York. Estudió cine documental y producción musical en la Universidad Brown durante tres años, pero lo dejó antes de graduarse.
Es hijo de los actores Tim Robbins y Susan Sarandon. Su hermana es la actriz Eva Amurri, y su hermano mayor es el director Jack Henry Robbins.

## Carrera
En The X-Files, Robbins interpretó a William, el hijo adolescente de Dana Scully y Fox Mulder.
Robbins tuvo pequeños papeles en My Friend Dahmer, y Mozart in the Jungle, y como Dee Dee Ramone en The Get Down.
En Blockers, dirigida por Kay Cannon, Robbins interpretó a Connor, también conocido como 'El Chef', la cita de graduación de Geraldine Viswanathan, quien interpretó a la hija de John Cena.
Robbins apareció en Halloween (2018), secuela de la película de 1978 del mismo nombre. También tuvo papeles en una adaptación cinematográfica de Taipei de Tao Lin, y en la producción de Chris Morris The Day Shall Come, filmada en República Dominicana con Anna Kendrick.
Robbins también ha trabajado como disc jockey. En su banda de pop psicodélico, Pow Pow Family Band, Robbins actuó como un personaje llamado "Milly", una "ama de casa descontenta" con afinidad por los vestidos y el lápiz labial rojo.

## Filmografía

### Películas
| Año  | Título                | Papel                   | Notas                 |
| ---- | --------------------- | ----------------------- | --------------------- |
| 1995 | Dead Man Walking      | Niño en la iglesia      |                       |
| 2009 | Possible Side Effects | Chip Hunt               | Película de TV        |
| 2009 | The Greatest          | Sean Brewer             |                       |
| 2017 | My Friend Dahmer      | Lloyd Figg              |                       |
| 2018 | Blockers              | Connor Aldrich/The Chef |                       |
| 2018 | Halloween             | Dave                    |                       |
| 2018 | High Resolution       | Calvin                  |                       |
| 2019 | Daniel Isn't Real     | Luke Nightingale        |                       |
| 2019 | The Day Shall Come    | Josh                    |                       |
| 2019 | Let It Snow           | Billy                   |                       |
| 2020 | Fearless              | Reid                    | Voz, película animada |
| 2023 | Old Dads              | Aspen Bell              |                       |
| —    | Y2K                   | —                       |                       |

### Televisión
| Año  | Título               | Papel                       | Notas                 |
| ---- | -------------------- | --------------------------- | --------------------- |
| 2016 | Webseries            | Miles                       | 4 episodios           |
| 2016 | Mozart in the Jungle | Danny/Eraseface             | 4 episodios           |
| 2017 | The Get Down         | Dee Dee Ramone              | 1 episodio            |
| 2018 | The X-Files          | Jackson Van De Kamp/William | 3 episodios           |
| 2020 | Miracle Workers      | Tristan                     | Dark Ages, 1 episodio |

### Videojuegos
| Año  | Título     | Papel        | Notas                                   |
| ---- | ---------- | ------------ | --------------------------------------- |
| 2022 | The Quarry | Dylan Lenivy | Voz, captura de movimiento y apariencia |